# Episodi di Big Love (terza stagione)
La terza stagione della serie televisiva Big Love è stata trasmessa negli Stati Uniti dal 18 gennaio al 22 marzo 2009 su HBO.
In Italia è andata in onda dal 21 luglio al 18 agosto 2009 su Cult, e non più su Fox Life come le due precedenti stagioni.
| nº | Titolo originale    | Titolo italiano         | Prima TV USA     | Prima TV Italia |
| -- | ------------------- | ----------------------- | ---------------- | --------------- |
| 1  | Block Party         | La quarta moglie        | 18 gennaio 2009  | 21 luglio 2009  |
| 2  | Empire              | Il ruolo della donna    | 25 gennaio 2009  | 21 luglio 2009  |
| 3  | Prom Queen          | La regina del ballo     | 1º febbraio 2009 | 28 luglio 2009  |
| 4  | On Trial            | Accuse scottanti        | 8 febbraio 2009  | 28 luglio 2009  |
| 5  | For Better or Worse | In salute e in malattia | 15 febbraio 2009 | 4 agosto 2009   |
| 6  | Come, Ye Saints     | Sulle orme dei padri    | 22 febbraio 2009 | 4 agosto 2009   |
| 7  | Fight or Flight     | Il rapimento            | 1º marzo 2009    | 11 agosto 2009  |
| 8  | Rough Edges         | Questioni aperte        | 8 marzo 2009     | 11 agosto 2009  |
| 9  | Outer Darkness      | Inferno                 | 15 marzo 2009    | 18 agosto 2009  |
| 10 | Sacrament           | Una nuova chiesa        | 22 marzo 2009    | 18 agosto 2009  |